# 卡浪沟吕克河
卡浪沟吕克河，位于中华人民共和国新疆维吾尔自治区西南部，是克孜勒苏河左岸支流。上游称乌如克河，发源于克孜勒苏柯尔克孜自治州乌恰县北部阿赖山阿克巴什阿尤山东侧，蜿蜒向东南流，于黑孜苇乡康什维尔村附近右纳库孜滚河后，干流始称“卡浪沟吕克河”。干流自汇合口向南流6.3千米后，于喀浪勾律克转东南流，出山口，进入喀什地区疏附县境内，9千米后进入长达9千米的前山峡谷，出峡谷后转西南流，于喀帕喀村西南约3千米汇入克孜勒苏河。河流全长116千米（汇合口以下河长仅23千米），喀浪勾律克水文站以上集水面积1954平方千米，年均流量1.12亿立方米。喀浪勾律克和喀帕喀附近建有引水渠首，引河水向疏附县木什乡灌区供水。